# 1904
1904 (MCMIV) fue un año bisiesto comenzado en viernes en el calendario gregoriano.

## Acontecimientos

### Enero
- 1 de enero: en Uruguay se inicia la última guerra civil de su historia, con el levantamiento del caudillo blanco Aparicio Saravia contra el gobierno de José Batlle y Ordóñez.
- 3 de enero: en Irlanda John Edward Redmond intenta relanzar el movimiento nacionalista del Home Rule.
- 4 de enero: 
  - En España se crea el primer laboratorio de aeronáutica.
  - En los Estados Unidos, el presidente Theodore Roosevelt dirige un mensaje al Congreso sobre los hechos de Panamá.
- 7 de enero: La señal de socorro CQD es establecida.
- 13 de enero: la provincia de Australia Meridional adopta su bandera.
- 16 de enero: en el centro Madison Square Garden, la primera competencia de fisicoculturismo a gran escala es realizada.

### Febrero
- 5 de febrero: Japón rompe las relaciones diplomáticas con Rusia.
- 7 de febrero:
  - En los Estados Unidos, un incendio en la ciudad de Baltimore causa centenares de muertos y 50 millones de dólares en pérdidas materiales.
  - En Valladolid se realiza una manifestación de mujeres pidiendo "pan y trabajo"; la Guardia Civil las ataca y deja varias heridas.
- 8 de febrero: Un ataque naval japonés en Port Arthur, península de Liaodong, comienza la guerra ruso-japonesa.
- 11 de febrero: Los fuertes temporales que azotan España provocan inundaciones en distintos puntos de la Península.
- 21 de febrero: El ministro ruso de la guerra Alexei Kuropatkin es nombrado comandante en jefe del Ejército de Tierra en Manchuria.
- 22 de febrero: Argentina establece la Base Orcadas, primera base permanente de la Antártida.
- 23 de febrero: Estados Unidos gana el control de la Zona del Canal de Panamá por 10 millones de dólares.
- 28 de febrero: en Lisboa (Portugal) se funda el Sport Lisboa e Benfica.

### Marzo
- 3 de marzo: 
  - En España se promulga la ley que establece el descanso dominical.
  - Guillermo II de Alemania graba el primer documento político sonoro usando un fonógrafo, invento de Thomas Edison.
  - La guardia nacional de Estados Unidos interviene en Springfield para poner fin a un pogromo contra la población negra.
  - Nueva ley de inmigración en los Estados Unidos por la que se instaura una tasa de entrada
- 13 de marzo: 
  - Se inaugura el Cristo Redentor en el límite entre Argentina y Chile, poniendo fin a tensos desacuerdos limítrofes entre esos dos países.
  - En Buenos Aires, Alfredo Palacios triunfa en las elecciones para diputados nacionales por el distrito de La Boca, reconociéndose como el primer legislador socialista de América. Fue autor de gran parte de la legislación laboral argentina y del libro El nuevo Derecho. Inspiró la Reforma Universitaria de 1918 y fue designado por el Congreso de Estudiantes Latinoamericanos como «maestro de América».
- 22 de marzo: el periódico estadounidense Daily Illustrated Mirror publica por primera vez en la historia una fotografía en color.
- 31 de marzo: se libra la Batalla de Guru, el ejército británico al mando de Francis Younghusband derrotan a las tropas tibetanas.

### Abril
- 2 de abril: cerca de Okahandja, los colonos europeos vencen a los hereros.
- 3 de abril: en Málaga, se funda el Málaga Football Club, antecesor del Málaga CF.[1]
- 4 de abril: Dos terremotos de 6,9 y 7,2 dejan más de 200 muertos en Kresna (Bulgaria).
- 7 de abril: en Barcelona, Alfonso XIII inaugura el observatorio Fabra.
- 8 de abril: 
  - El tratado de no agresión y regulación de la expansión colonial Entente Cordiale, es firmado entre Reino Unido y Francia, terminando con las hostilidades.
  - Longacre Square es renombrado como Times Square.
- 12 de abril: en Port Arthur, el acorazado ruso Petropavlovsk se hunde y el Pobeda es destruido a causa de por minas japonesas.
- 19 de abril: El Gran incendio de Toronto destruye gran parte de la ciudad, sin dejar víctimas mortales.
- 30 de abril: en los Estados Unidos comienza la Exposición Universal de San Luis.
- 30 de abril a 1 de mayo: entre el río Yalu, se libra la batalla del río Yalu. Los japoneses derrotan a las tropas rusas.

### Mayo
- 1 de mayo: En Argentina, el presidente Julio Argentino Roca ordena la represión por la policía de una reunión de aproximadamente 70 000 trabajadores en el barrio porteño de La Boca, la cual produce la muerte de Juan Ocampo, un marinero de dieciocho años; durante su velatorio la policía también irrumpe y se lleva su cuerpo, por lo que se considera que es el primer trabajador asesinado por el estado en la república y también su primer desaparecido.
- 4 de mayo: 
  - Comienzan los preparativos para la construcción del Canal de Panamá.
  - En Gelsenkirchen (Alemania), se funda el Club Schalke 04.
- 5 de mayo: Las tropas tibetanas atacan el campamento británico en Chang Lo.
- 15 de mayo: en Port Arthur, los acorazados japoneses Yashima y Hatsune son atraídos y hundidos por minas rusas.

- 21 de mayo: se funda la FIFA, organismo mundial rector del fútbol.

### Junio
- 3 de junio: 
  - En España se hallan los duros antiguos.
  - Se funda la Alianza Internacional de Mujeres
- 15 de junio: en la bahía de Nueva York mueren 1021 personas al incendiarse el barco de pasajeros General Slocum.

- 16 de junio: 
  - Fecha en la que transcurre la novela Ulises de James Joyce.
  - En Helsinki, Nikolai Bobrikov es asesinado por Eugen Schauman.
- 28 de junio: el SS Norge naufraga en Rockall causando la muerte a 635 personas.

### Julio
- 1 de julio: en Leverkusen (Alemania) se funda el Bayer 04 Leverkusen.
- 28 de julio: en Buenos Aires (Argentina) se funda el club de fútbol Ferro Carril Oeste.

### Agosto
- 3 de agosto: Las tropas británicas obtienen el control de Lhasa, Tíbet.
- 4 de agosto: en Avellaneda (Argentina) se funda el Club Atlético Independiente.
- 9 de agosto: Un terremoto de 7,2 sacude la isla Norte de Nueva Zelanda dejando un muerto y graves daños.
- 11 de agosto: Un terremoto de 6,8 sacude la isla griega de Samos.
- 12 de agosto: en Río de Janeiro, Brasil se funda el club Botafogo de Futebol e Regatas.
- 14 de agosto: Ismael Montes se convierte en el 26° presidente de Bolivia.
- 15 de agosto: en Buenos Aires (Argentina) se funda la Asociación Atlética Argentinos Juniors.

### Septiembre
- 7 de septiembre: Francis Younghusband y el Dalái lama firman el tratado Anglo-Tibetano,
- 24 de septiembre: culmina la última guerra civil uruguaya con la Paz de Aceguá, luego de la muerte de Aparicio Saravia, con la victoria del gobierno se consolida la institucionalidad del país.

### Octubre
- 3 de octubre: España y Francia firman un tratado sobre Marruecos, antecedente del acuerdo del 27 de noviembre de 1912 que llevó a la creación de los protectorados francés y español.
- 12 de octubre: 
  - En Buenos Aires, se funda el Club Atlético Atlanta.
  - En Argentina, Manuel Quintana asume la presidencia.
- 20 de octubre: se firma el Tratado de Paz y Amistad entre Bolivia y Chile en el marco de la guerra del Pacífico de 1879.
- 23 de octubre: Un terremoto de 5,4 sacude Oslo, capital de Noruega, dejando varios y daños y sintiéndose en Dinamarca y Suecia.
- 28 de octubre: en los Estados Unidos se inaugura el metro de Nueva York, que cuenta con una red de 15 kilómetros.

### Noviembre
- 6 de noviembre: un terremoto de 6,1 sacude Taiwán dejando 145 fallecidos.
- 8 de noviembre: Elecciones presidenciales de Estados Unidos de 1904. El republicano Theodore Roosevelt gana los comicios y es reelegido presidente, derrotando al demócrata Alton B. Parker con una ventaja de 286 votos electorales para los republicanos frente a 190 para los demócratas.

### Diciembre
- 1 de diciembre: 
  - Finaliza la Exposición Universal de San Luis.
  - Los Gobiernos de Brasil y Bolivia firman un Tratado de Paz.
  - En México, el general Porfirio Díaz ocupa la presidencia por octava vez para el mandato presidencial 1904-1910.
- 6 de diciembre: en los Estados Unidos, el presidente Theodore Roosevelt ―como reacción al Bloqueo naval a Venezuela de 1902-1903― agrega a la Doctrina Monroe («América para los americanos») el Corolario Roosevelt («América para los estadounidenses»).

## Arte y literatura
- Joseph Conrad: Nostromo.
- Antón Chéjov: El jardín de los cerezos.
- Azorín: Las confesiones de un pequeño filósofo.
- J. M. Barrie: Peter Pan y Wendy.
- L. Frank Baum: La maravillosa tierra de Oz.
- Hermann Hesse: Peter Camenzind.
- Henry James: La copa dorada.
- James Joyce: Las hermanas.
- Franz Kafka: Descripción de una lucha.
- Jack London: El lobo de mar.
- Luis A. Martínez: A la costa
- Romain Rolland: Jean-Christophe (primera parte).
- Jules Verne:
  - Un drama en Livonia.
  - Dueño del mundo.
- H. G. Wells: El alimento de los dioses.
- Pío Baroja La lucha por la vida (La busca, Mala hierba y Aurora roja).
- Ramón María del Valle-Inclán: Flor de santidad.

## Ciencia y tecnología
- 1 de febrero: Primera grabación estadounidense en un fonógrafo. El cantante italiano Enrico Caruso canta "La donna é mobile".
- Santiago Ramón y Cajal: Textura del sistema nervioso.
- 31 de octubre: John Ambrose Fleming, de la Universidad de Londres, da a conocer la radio de válvulas.
- Heller describe por primera vez el oso marino de las islas Galápagos (Arctocephalus galapagoensis).

## Música
- 17 de febrero: en la Scala de Milán, Giacomo Puccini estrena la versión original de Madame Butterfly, que resulta un fracaso.
- Maurice Ravel: Las melodías de Sherazade.

## Deporte

### Juegos Olímpicos
- Del 1 de julio al 23 de noviembre se celebran los III Juegos Olímpicos de verano.
  - El país que gana el medallero es  Estados Unidos.

### Escalada
- 5 de agosto: Pedro Pidal y Gregorio Pérez escalan por vez primera el Naranjo de Bulnes.

### Fútbol
- 3 de abril: se funda el Málaga Football Club, futuro Málaga CF
- 21 de mayo: Fundación de la FIFA.
- 28 de julio: se funda el Club Ferro Carril Oeste de Argentina.
- 4 de agosto: se funda el Club Independiente de Avellaneda de Argentina.
- 12 de octubre: se funda el Club Atlético Atlanta de Argentina.
- Se inaugura Boleyn Ground, antiguo estadio del West Ham United

### Golf
- Abierto de Estados Unidos:  Willie Anderson.
- Abierto Británico de Golf:  Jack White.

### Tenis
- Abierto de Estados Unidos:
  - Ganadora individual: May Sutton .
  - Ganador individual: Holcombe Ward .

- Campeonato de Wimbledon:
  - Ganadora individual: Dorothea Douglass .
  - Ganador individual: Lawrence Doherty .

- Torneo de Roland Garros:
  - Ganadora individual: Kate Gillou .
  - Ganador individual: Max Décugis .

## Nacimientos

### Enero

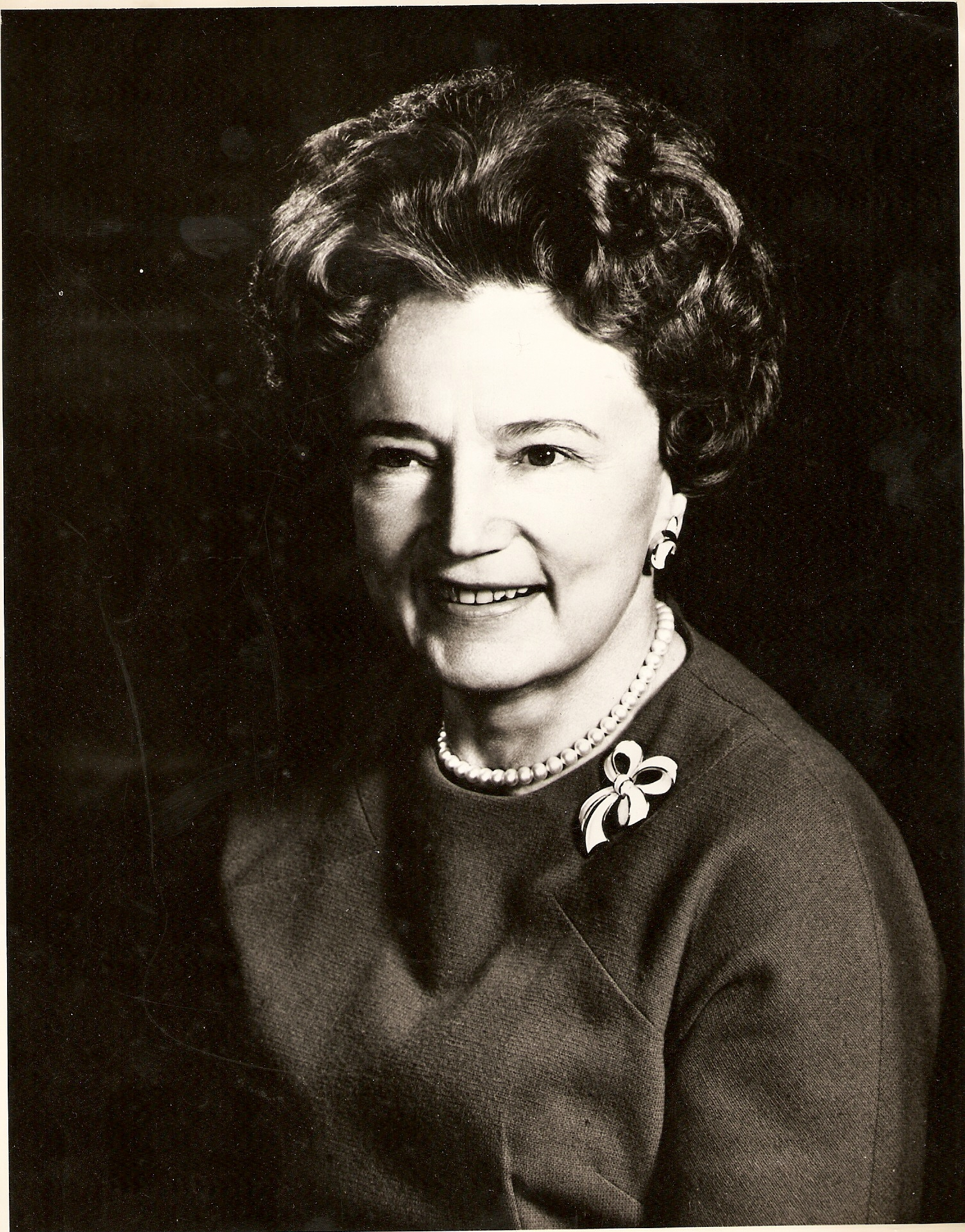
Edris Rice-Wray

- 3 de enero: Borís Kojnó, libretista ruso (f. 1990).
- 10 de enero: Ray Bolger, actor, cantante y bailarín estadounidense. (f. 1987).
- 11 de enero: Pinetop Smith, pianista, cantante y compositor estadounidense. (f. 1929).
- 18 de enero: Cary Grant, actor británico-estadounidense (f. 1986).
- 21 de enero: Edris Rice-Wray, médica estadounidense, pionera de la píldora anticonceptiva oral (f. 1990).
- 26 de enero: Diógenes de la Rosa, ensayista, diplomático y político panameño (f. 1998).

### Febrero
- 1 de febrero: Ángel Borlenghi, sindicalista y político argentino (f. 1962).
- 9 de febrero: Elisabeth Mulder, escritora, poetisa, traductora, periodista y crítica literaria española (f. 1987).
- 10 de febrero: John Farrow, director, guionista y productor australiano (f. 1963).
- 11 de febrero: 
  - José Finat y Escrivá de Romaní, político español (f. 1995).
  - Lucile Randon, supercentenaria y religiosa francesa (f. 2023).
- 14 de febrero: Carlos Vieco Ortiz, compositor folclorísta colombiano  (f. 1979).
- 23 de febrero: Terence Fisher, cineasta británico (f. 1980).

### Marzo

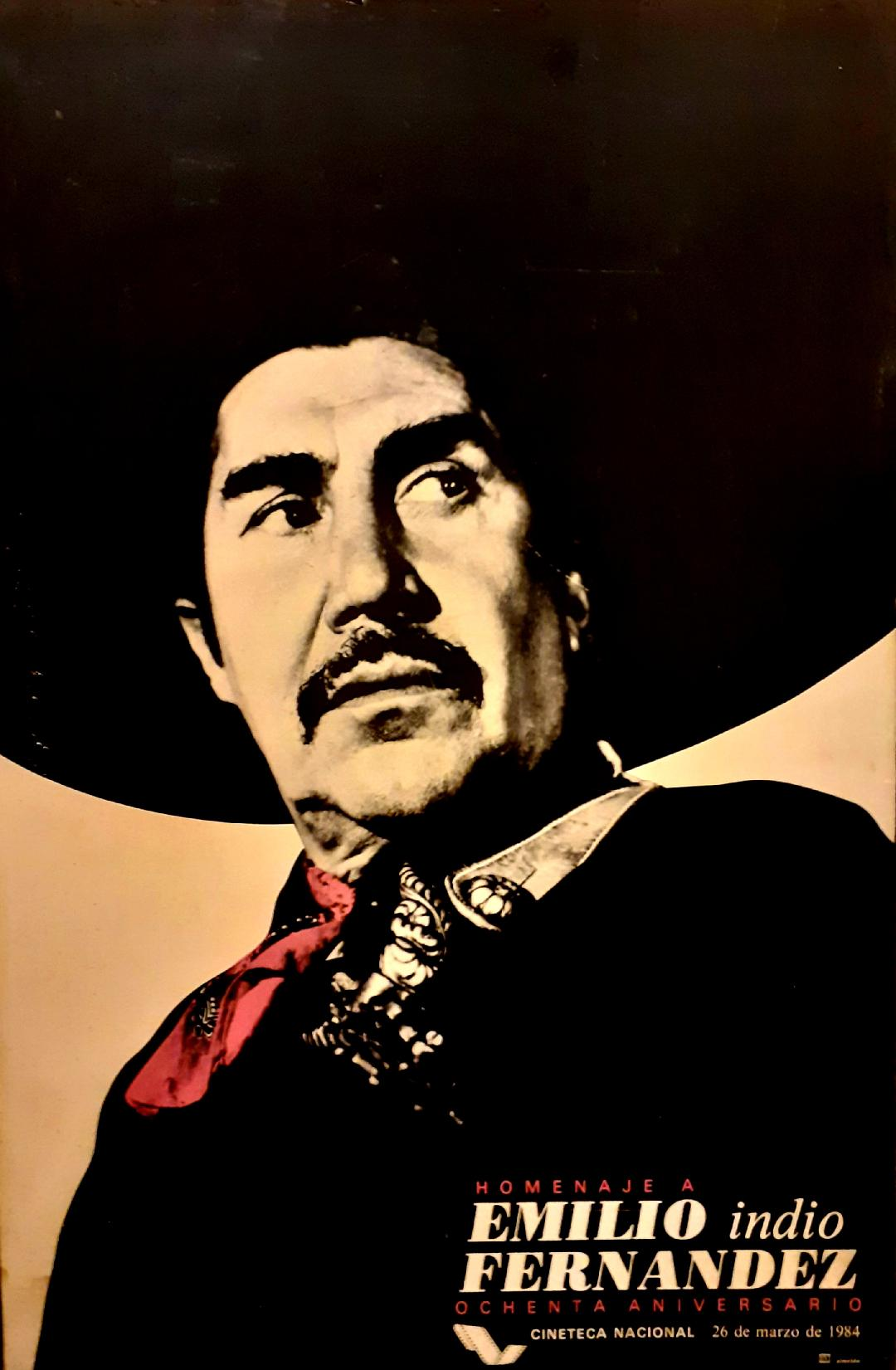
Emilio Fernández

- 1 de marzo: Glenn Miller, director de orquesta y trombonista estadounidense (f. 1944).
- 2 de marzo: Dr. Seuss, escritor y caricaturista estadounidense (f. 1991).
- 4 de marzo: Luis Carrero Blanco, militar y presidente de gobierno español (1973) (f. 1973).
- 22 de marzo: Joaquín de Entrambasaguas, filólogo español (f. 1995).
- 23 de marzo: Joan Crawford, actriz estadounidense (f. 1977).
- 26 de marzo: Emilio Fernández, actor y director mexicano (f. 1986).

### Abril
- 3 de abril: Dionís Bennàssar, pintor mallorquí (f. 1967).
- 6 de abril: Kurt Georg Kiesinger, político alemán, canciller entre 1966 y 1969 (f. 1988).
- 17 de abril: Rudolph Cartier, director de televisión austriaco (f. 1994).
- 21 de abril: Anna Murià escritora española (f. 2002).
- 22 de abril: Maria Zambrano Alarcon filósofa (f. 1991).

### Mayo
- 4 de mayo: Agustín Yáñez, escritor mexicano (f. 1980).
- 6 de mayo: Harry Martinson, escritor sueco y premio nobel de literatura en 1974 (f. 1978).
- 8 de mayo: Amparo Barayón, pianista y activista anarquista, republicana, socialista y feminista española (f. 1936)
- 11 de mayo: Salvador Dalí, pintor, diseñador, escritor y cineasta español (f. 1989).
- 13 de mayo: Pepín Bello, escritor español (f. 2008).
- 13 de mayo: Fats Waller, pianista afroestadounidense de jazz (f. 1943).
- 14 de mayo: Hans Albert Einstein, físico, hijo de Albert Einstein f. 1973).
- 20 de mayo: Rosario de Velasco, pintora figurativa española (f. 1991).
- 24 de mayo: Eduardo Juan Couture, abogado y académico uruguayo (f. 1956).
- 26 de mayo: Vlado Perlemuter, pianista francés (f. 2002).

### Junio
- 2 de junio: Johnny Weissmüller, nadador y actor estadounidense (f. 1984).
- 14 de junio: Margaret Bourke-White, periodista estadounidense (f. 1971).
- 26 de junio: Peter Lorre, actor húngaro-estadounidense (f. 1964).

### Julio
- 5 de julio: Ernst Mayr, biólogo alemán (f. 2005).
- 8 de julio: Henri Cartan, matemático francés (f. 2008).
- 12 de julio: Pablo Neruda, escritor chileno (f. 1973).
- 12 de julio: René Lacoste, tenista y empresario francés (f. 1996).
- 14 de julio: Isaac Bashevis Singer, escritor estadounidense de origen polaco, premio nobel de literatura en 1978 (f. 1991).
- 16 de julio: Armando Buscarini, poeta español (f. 1940).
- 18 de julio: Joaquín Romero Murube, poeta y ensayista español (f. 1969).
- 29 de julio: Ricardo Balbín, político argentino (f. 1981).

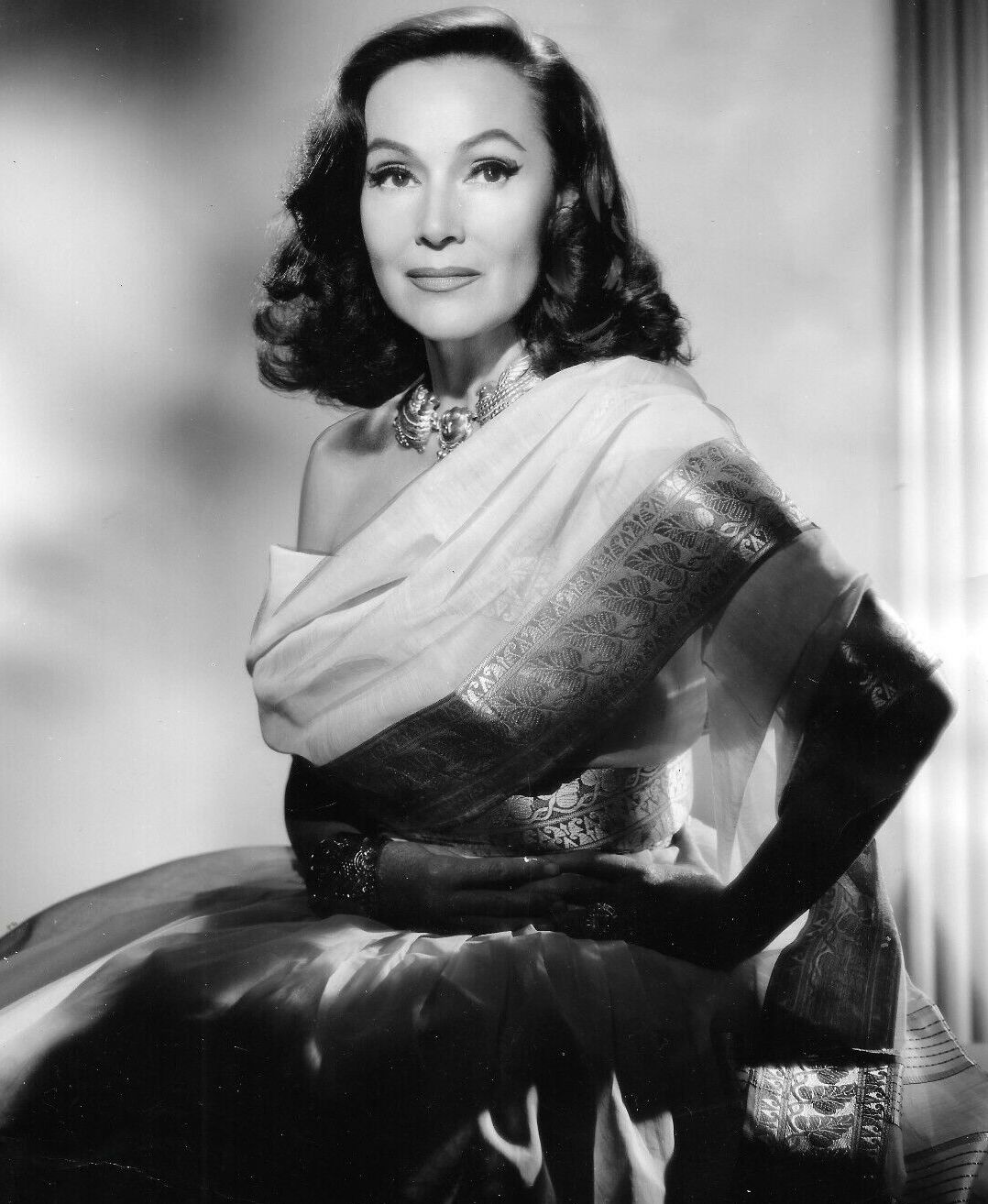
Dolores del Río

### Agosto
- 3 de agosto: Dolores del Río, actriz mexicana (f. 1983).
- 8 de agosto: Achille Varzi, piloto de automovilismo (f. 1948).
- 12 de agosto:Alexis Romanov,último heredero al trono de Rusia (f. 1918).
- 22 de agosto: Deng Xiaoping, político chino (f. 1997).
- 26 de agosto:Christopher Isherwood, escritor británico (f. 1986).
- 27 de agosto:José Asunción Flores, compositor paraguayo, creador de la guarania (n. 1904). (f. 1972).
- 29 de agosto:Pauline Pô, actriz y modelo francesa (f. 1979).

### Septiembre
- 10 de septiembre: Juan José Arévalo, político y presidente guatemalteco entre 1945 y 1951 (f. 1990).
- 12 de septiembre: John Courtney Murray, teólogo y jesuita estadounidense (f. 1967).
- 15 de septiembre: Humberto II, último rey italiano (f. 1983).

### Octubre
- 2 de octubre: Graham Greene, escritor británico (f. 1991).
- 8 de octubre: Yves Giraud-Cabantous, piloto francés de automovilismo (f. 1973).
- 13 de octubre: Graciela Rincón Calcaño, poetisa, narradora, articulista y autora dramática venezolana (f. 1987).
- 26 de octubre: Josefina de Vasconcellos, escultora inglesa (f. 2005).

### Noviembre
- 4 de noviembre: Carlos Castellano Gómez, compositor español (f. 2002).
- 12 de noviembre: Jacques Tourneur, cineasta franco-estadounidense (f. 1977).
- 18 de noviembre: Guido Santórsola, músico, compositor, director de orquesta y profesor brasileño nacido en Italia y radicado en Uruguay (f. 1994).
- 29 de noviembre: Giuseppe Cavalli, fotógrafo italiano (f. 1961).

### Diciembre
- 2 de diciembre: Pedro Laza, compositor colombiano (f. 1980).
- 11 de diciembre: Marge (Marjorie Henderson Buell]), historietista estadounidense, de La pequeña Lulú (f. 1993).
- 18 de diciembre: George Stevens, cineasta estadounidense (f. 1975).
- 20 de diciembre: Eugenia Ginzburg, escritora rusa que pasó 18 años condenada en el Gulag (f. 1977).
- 21 de diciembre: Dorotea Barnés González, química, tanto en investigación como en docencia, durante la Edad de Plata (f. 2003).
- 26 de diciembre: Alejo Carpentier, escritor y musicólogo cubano (f. 1980).
- 26 de diciembre: José Díez Canseco, escritor y periodista peruano (f. 1949).
- 26 de diciembre: Luis Alberto Acuña Tapias, pintor, escultor y escritor colombiano (f. 1994).
- 26 de diciembre: George Balanchine, coreógrafo ruso-estadounidense (f. 1983).
- 26 de diciembre: Jean Gabin, actor francés (f. 1976).
- 26 de diciembre: James Stern, escritor irlandés (f. 1993).

### Sin fecha exacta conocida
Delhy Tejero, pintora y dibujante española (f. 1968)

## Fallecimientos
- 5 de enero: Karl Alfred von Zittel, paleontólogo alemán (n. 1839).
- 12 de enero: Oreste Síndici, compositor musical italiano (n. 1828).
- 22 de enero: Laura Vicuña Pino, laica salesiana y beata chilena (1891).
- 24 de enero: Juana López, enfermera y cantinera militar chilena (n.1845).
- 23 de marzo: Apolinário Porto-Alegre, escritor, historiógrafo, poeta y periodista brasileño (n. 1844).
- 31 de marzo: Stepán Makárov, militar y oceanógrafo ruso (n. 1849).
- 9 de abril: Isabel II, reina española entre 1833 y 1868 (n. 1830).
- 1 de mayo: Antonín Dvořák, compositor checo (n. 1841).
- 10 de mayo: Henry Morton Stanley, explorador y periodista británico (n. 1841).
- 13 de mayo: Gabriel Tarde, sociólogo, criminólogo y psicólogo social francés (n. 1843).
- 16 de junio: Nikolai Bobrikov, político ruso (n. 1839)
- 3 de julio: Theodor Herzl, periodista y escritor israelí de origen húngaro (n. 1860).
- 12 de julio: Samuel «Golden Rule» Jones, político y empresario estadounidense (n. 1846).
- 14 de julio: Paul Kruger, político sudafricano (n. 1825).
- 15 de julio: Antón Chéjov, escritor ruso (n. 1860).
- 9 de agosto: Friedrich Ratzel, geógrafo alemán (n. 1844).
- 25 de agosto: Henri Fantin-Latour, pintor francés (n. 1836).
- 10 de septiembre: Aparicio Saravia, político y militar uruguayo (n. 1856).
- 24 de septiembre: Niels Ryberg Finsen, médico danés, premio nobel de medicina en 1903 (n. 1860).
- 12 de octubre: Nicasio Oroño, jurista y político argentino (n. 1825).
- 21 de octubre: Isabelle Eberhardt, escritora suiza (n. 1877).

## Premios Nobel
- Física: John William Strutt, barón de Rayleigh.
- Química: Sir William Ramsay
- Medicina: Ivan Petrovich Pavlov
- Literatura: Frédéric Mistral, José Echegaray y Eizaguirre
- Paz: Institut de droit international (Instituto de Derecho Internacional).